# Freya Klier

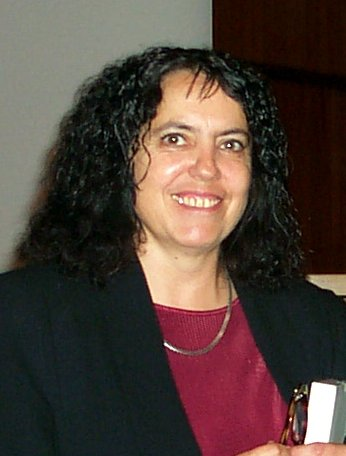
Freya Klier

Freya Klier, geborene Krummreich (* 4. Februar 1950 in Dresden), ist eine deutsche Autorin, Regisseurin und ehemalige DDR-Bürgerrechtlerin.

## Leben
Freya Krummreich verbrachte aufgrund der Inhaftierung ihres Vaters ihr drittes Lebensjahr in einem Kinderheim. 1968 legte sie an der EOS Romain Rolland das Abitur ab. Noch im gleichen Jahr versuchte sie erfolglos die Flucht aus der DDR über die Ostsee nach Schweden. Sie wurde zu 16 Monaten Gefängnis verurteilt, jedoch vorzeitig entlassen. Danach arbeitete sie u. a. als Postangestellte und Kellnerin.
Von 1970 bis 1975 studierte sie Schauspiel an der Theaterhochschule Leipzig und im Staatstheater Dresden. Zu dieser Zeit war sie mit dem Musiker und Komponisten Gottfried Klier verheiratet, dem jüngeren Bruder des Regisseurs Michael Klier. Sie arbeitete als Schauspielerin am Theater Senftenberg, bevor sie von 1978 bis 1982 Regie am Institut für Schauspielregie in Berlin studierte.
Seit 1982 war Freya Klier Regisseurin am Theater Schwedt. Für die Uraufführung von Ulrich Plenzdorfs Legende vom Glück ohne Ende erhielt sie 1984 den DDR-Regiepreis.
Seit Anfang der 1980er Jahre war Klier Mitglied im Friedenskreis Pankow und in der DDR-Friedensbewegung aktiv. Dies führte 1985 zu einem Berufsverbot. Sie trat seitdem gemeinsam mit Stephan Krawczyk, mit dem sie von 1986 bis 1992 verheiratet war, in kirchlichen Räumen auf.
Anfang November 1987 kritisierten Klier und Stephan Krawczyk gemeinsam in einem offenen Brief an Kurt Hager den gesellschaftlichen Zustand der DDR und forderten Reformen ein. Beide beschlossen, an dem alljährlich im Januar abgehaltenen offiziellen Massenaufmarsch zu Ehren von Rosa Luxemburg und Karl Liebknecht mit eigenen Spruchbändern teilzunehmen. Ihr Ziel war es, sowohl kritisch auf gesellschaftliche Missstände hinzuweisen als auch auf die eigenen Berufsverbote aufmerksam zu machen. Da an der Demonstration am 17. Januar 1988 aber auch eine Reihe von Ausreisewilligen protestierend teilnehmen wollten, verzichtete Klier schließlich auf die Teilnahme, um ihr eigenes Anliegen nicht mit dem der Ausreisewilligen zu vermengen.
Am 8. November 1987 wurde nach vorangegangenem Durchtrennen der Bremsleitungen ein Mordversuch der Staatssicherheit durch im Auto aufgebrachtes Nervengift auf sie und Krawczyk verübt.
Das Ministerium für Staatssicherheit (MfS) hatte die Aktion „Störenfried“ bereits Wochen zuvor genau geplant: Zunächst wurden am Rande der Liebknecht-Luxemburg-Demonstration 105 Personen, darunter auch Stephan Krawczyk, Vera Wollenberger und Herbert Mißlitz, verhaftet. Freya Klier wandte sich daraufhin mit einem Appell an die Künstler der Bundesrepublik und forderte diese auf, nicht mehr in der DDR aufzutreten. Nur wenige Tage später nahm das MfS einige führende Bürgerrechtler fest, darunter neben Klier auch Lotte (Regina) und Wolfgang Templin, Werner Fischer, Bärbel Bohley und Ralf Hirsch. Ihre Untersuchungshaft verbrachte Klier in der Untersuchungshaftanstalt der Staatssicherheit Berlin-Hohenschönhausen. Ihr Anwalt Wolfgang Schnur stellte sich später als Inoffizieller Mitarbeiter des MfS heraus. Vor dem Hintergrund seiner gezielten Desinformationen, es gebe keine Solidarisierung durch Opposition und Bevölkerung und sowieso keine andere Alternative, stellten Klier und Krawczyk am 2. Februar 1988 einen Antrag auf Ausreise aus der DDR. Nur Stunden später wurden sie abgeschoben. Sofort nach ihrer Ankunft im Westen forderten sie auf einer Pressekonferenz ihre sofortige Wiedereinreise in die DDR. Unter anderen der damalige Südwestfunk (SWF) sowie das Polit-Magazin Kontraste stellten klar dar, dass Klier und Krawczyk die DDR unfreiwillig verlassen hatten.
Auf der offiziellen Liebknecht-Luxemburg-Demonstration der SED am 17. Januar 1988 hatten die Bürgerrechtler das Zitat Rosa Luxemburgs „Freiheit ist immer die Freiheit der Andersdenkenden“ auf Plakaten gezeigt.
Klier lebt heute als freischaffende Autorin und Filmregisseurin in Berlin. Neben der DDR-Vergangenheit und ihrer Bewältigung gehören auch die Nationalsozialistische Diktatur in Deutschland und der stalinistische Sozialismus in Deutschland und Russland zu ihren bevorzugten Themen. Besondere Verdienste hat sie sich in der Aufklärung von Schülern über die nahe Vergangenheit der DDR erworben.

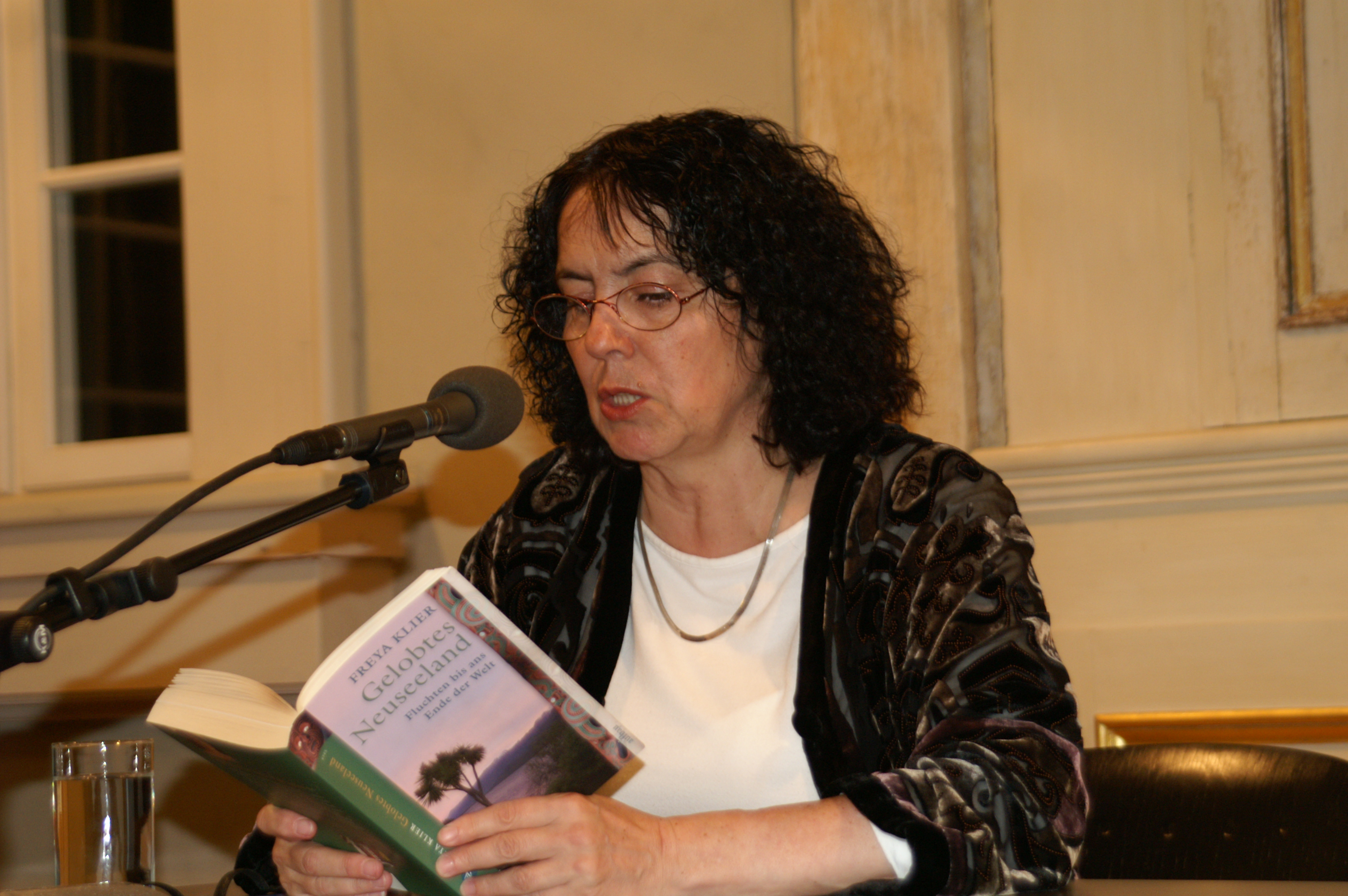
Freya Klier, Lesung in der Kleinen Synagoge Erfurt, 2009

Klier ist Gründungsmitglied des im Juni 1996 gegründeten Bürgerbüro e. V., einem Verein zur Aufarbeitung von Folgeschäden der SED-Diktatur. Seit 2005 ist sie Mitglied des P.E.N.-Zentrums deutschsprachiger Autoren im Ausland. Seit 2006 leitet sie dort die Writers-in-Prison-Gruppe.
Im Bundestagswahlkampf 2009 engagierte sich Klier für die Fortsetzung der Kanzlerschaft von Angela Merkel, 2016 setzte sie sich gemeinsam mit anderen ehemaligen DDR-Bürgerrechtlern für die Wahl Norbert Lammerts zum Bundespräsidenten ein. Sie ist Mitglied der Konrad-Adenauer-Stiftung.
Klier war Mitglied des Stiftungs-Beirates der Stasiopfer-Gedenkstätte Hohenschönhausen. 2018 trat sie wegen der Entlassung des Direktors  Hubertus Knabe zusammen mit Heidi Bohley und Barbara Zehnpfennig unter Protest zurück.
Freya Klier hat eine Tochter, die 1973 geborene Berliner Fotografin Nadja Klier.

## Publikationen
- Abreiß-Kalender. Ein deutsch-deutsches Tagebuch. Kindler, München 1988; 2. Aufl. Droemer-Knaur, München 1989, ISBN 3-463-40101-0.
- Lüg Vaterland. Erziehung in der DDR. Kindler, München 1990, ISBN 3-463-40134-7.
- Die DDR-Deutschen und die Fremden. Essay. In: Hans Eichel (Hrsg.): Hass & Gewalt – Halt! Brovi-Konzepte, Frankfurt am Main 1994, ISBN 3-930904-01-2 (horch-und-guck.info (Memento vom 1. Februar 2016 im Internet Archive; PDF; 43 kB; 5 Seiten) In: Horch und Guck, Heft 18, 1/1996).
- Die Kaninchen von Ravensbrück. Medizinische Versuche an Frauen in der NS-Zeit. 2. Auflage. Droemer Knaur, München 1995, ISBN 3-426-77162-4. – über den Nazi-Verbrecher Karl Gebhardt.
- Penetrante Verwandte. Ullstein, Frankfurt am Main/Berlin 1996, ISBN 3-548-33212-9.
- Verschleppt ans Ende der Welt. Ullstein, Berlin 1998, ISBN 3-548-33236-6.
- Wir Brüder und Schwestern. Ullstein, Frankfurt am Main 2000, ISBN 3-548-36338-5.
- Gelobtes Neuseeland. Flucht deutscher Juden ans Ende der Welt. Aufbau, Berlin 2006, ISBN 3-7466-8145-6.
- Oskar Brüsewitz. Leben und Tod eines mutigen DDR-Pfarrers. Bürgerbüro, Berlin 2004, ISBN 3-00-013746-7; 3., unveränderte Auflage bei: Polymathes, Leipzig 2013, ISBN 978-3-942657-08-2.
- Michael Gartenschläger. Kampf gegen Mauer und Stacheldraht. Bürgerbüro, Berlin, 2009, ISBN 978-3-00-027999-7.
- Wie schmeckte die DDR? Evangelische Verlagsanstalt, Leipzig 2010, ISBN 978-3-374-02754-5.
- Wir letzten Kinder Ostpreußens: Zeugen einer vergessenen Generation. Verlag Herder, Freiburg 2014, ISBN 978-3-451-30704-1.
- Mit Nadja Klier: Die Oderberger Straße. be.bra verlag, Berlin 2017, ISBN 978-3-89809-140-4.
- Dresden 1919. Die Geburt einer neuen Epoche. Herder, 2018, ISBN 978-3-451-35999-6.
- Matthias Domaschk und der Jenaer Widerstand. (bundesstiftung-aufarbeitung.de (Memento vom 24. Februar 2016 im Internet Archive; PDF; 7,0 MB)).
- Und wo warst Du? 30 Jahre Mauerfall (als Hrsg.). Herder Verlag, Freiburg/Basel/Wien 2019, ISBN 978-3-451-38553-7.
- Wir sind ein Volk! – Oder? Herder Verlag, 2020, ISBN 978-3-451-38837-8.
- Unter mysteriösen Umständen – Die politischen Morde der Staatssicherheit. Verlag Herder, München 2021, ISBN 978-3-451-82342-8.

### Filme
- Verschleppt ans Ende der Welt – Dokumentarfilm 1993
- Johanna,[13] eine Dresdner Ballade – Dokumentarfilm 1996
- Das kurze Leben des Robert Bialek – Dokumentarfilm 1997
- Die Odyssee der Anja Lundholm – Dokumentarfilm 1998
- Flucht mit dem Moskau-Paris-Express – Dokumentarfilm 2001
- Die Vergessenen. Tod, wo andere Urlaub machen – Dokumentarfilm 2011[14]
- Wir wollen freie Menschen sein! Volksaufstand 1953 – Dokumentarfilm 2013[15]

### Stücke
- Schwarzer Rotgold – Uraufführung 1991 in Berlin[16]

### Essays
- Links – eine Denkfalle. SFB
- Im Takt des Fortschritts. SFB
- Berlin ist nicht Bonn. SFB, 1999
- Wir müssen ja jetzt Westen sein. SFB
- Die dritten Deutschen. SFB
- Deutschland in der Schieflage. SWR
- Gesichter des 17. Juni. SFB, 2003
- Der lila Drache und das Märchen von der schönen DDR. WELT, 2008

## Theater (Regie)
- 1980: John Millington Synge: Nebelschlucht – (Deutsches Theater Berlin – Kleine Komödie)

## Auszeichnungen
- Verdienstorden des Landes Berlin (1995)
- Sächsische Verfassungsmedaille „für ihre großen Verdienste um die Aufarbeitung der deutschen Vergangenheit“ (2007)[17]
- Botschafter für Demokratie und Toleranz, Sonderpreis der Bundeszentrale für politische Bildung für besondere Verdienste um die Deutsche Einheit (2009)
- Bundesverdienstkreuz am Bande (4. Oktober 2012)[18]
- Preis zum Wettbewerb „25 Jahre Mauerfall: Geschichte erinnern - Gegenwart gestalten“ der Bundeszentrale für politische Bildung (9. Dezember 2014)[19]
- Franz-Werfel-Menschenrechtspreis (2016) „für ihr Lebenswerk“
- Sächsischer Verdienstorden (2017)[20]
- erste Medaille Sachsen – Land der Friedlichen Revolution aus Meissner Porzellan, verliehen durch Bundespräsident Steinmeier und Ministerpräsident Kretschmer im Gewandhaus (Leipzig) (9. Oktober 2019)[21]
- Karl-Wilhelm-Fricke-Preis (2020) „für ihr bis heute herausragendes Engagement für die Demokratie und ihr Lebenswerk“[22]